# Hooglandse Kerk
Pour les articles homonymes, voir Kerk.
Hooglandse Kerk est une église gothique datant du XVe siècle, qui se situe au cœur de la ville de Leyde, aux Pays-Bas. Cette église dédiée à saint Pancrace est aujourd'hui le lieu de culte des paroissiens de l'Église protestante des Pays-Bas.

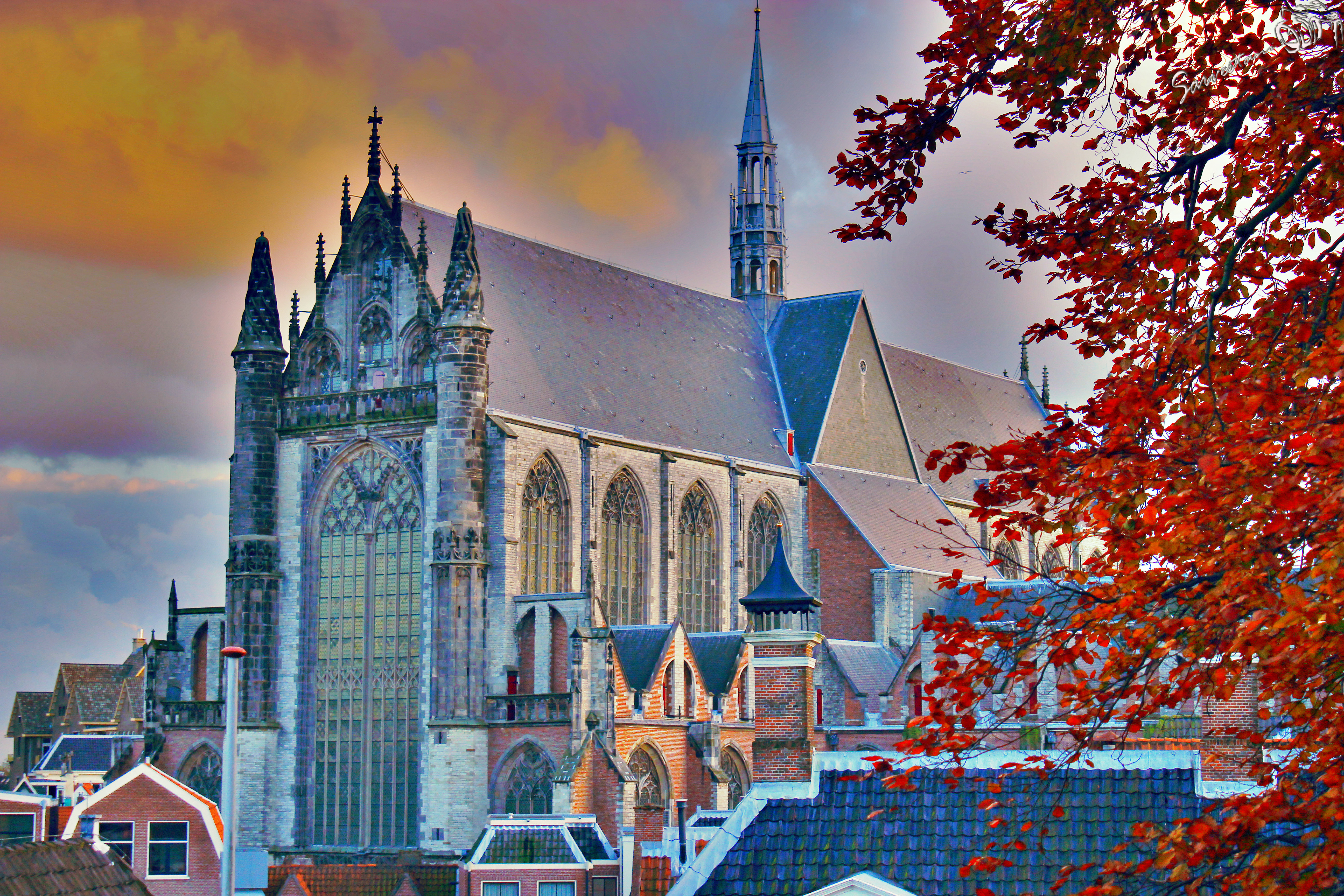
Hooglandse Kerk, à Leyde

## Histoire
Le 20 décembre 1314, l'évêque d'Utrecht ordonne la construction d'une chapelle en bois. La croissance démographique et la prospérité économique de Leyde à la fin du XIVe siècle rendent inévitables les travaux d'agrandissement de l'église. 
Ces travaux démarrent en 1377 sur la structure actuelle de l'église. Le sanctuaire est achevé en 1391 et le déambulatoire en 1415.

## Liens externes

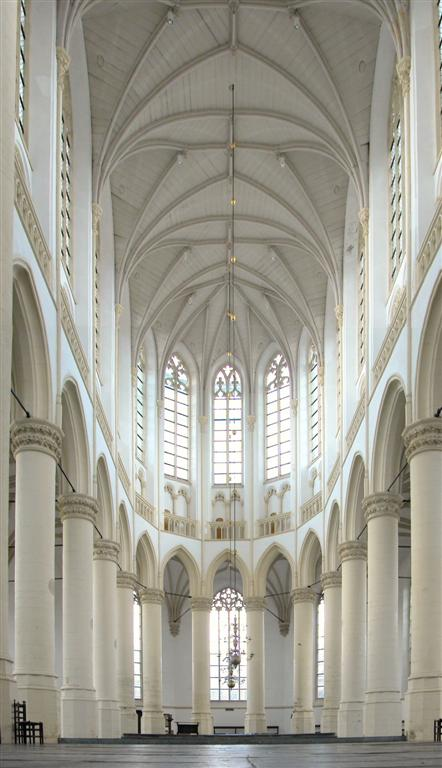
Intérieur de Hooglandse Kerk